# 湘西剿匪
湘西剿匪是中華人民共和國建國初期全国大剿匪的一部分。
中華人民共和國建國前夕，湖南西部存在以湘鄂川黔反共救國軍為名的武裝，軍事人員達10萬。中國共產黨為消滅湘西地区武裝，於1950年1月組建湘西軍區，並向芷江、沅陵等湘西武裝根據地發動進攻。1952年，湘西當地武裝基本被中共消滅。